# Schefflera polyastra
Schefflera polyastra är en araliaväxtart som beskrevs av Hermann August Theodor Harms. Schefflera polyastra ingår i släktet Schefflera och familjen araliaväxter. Inga underarter finns listade.